# Brigade rouge internationale
 (janvier 2021).
La Brigade rouge internationale (B.R.I) est un groupe F.T.P d'obédience communiste de la Résistance intérieure française basé en Haute-Savoie actif entre juin et novembre 1944. Composée d'une cinquantaine de partisans, ce groupe a participé à la libération de certains territoires savoyards, tels que le Genevois français, le Chablais, la Maurienne et la Tarentaise.
Sa particularité réside dans sa large autonomie politique par rapport à l'état-major FTP, ce qui en fait un témoin important des tensions internes au mouvement communiste dans les combats de la Libération nationale pendant la Seconde Guerre mondiale. Ces tensions peuvent être vues comme les prémices du procès des années 1950 ayant exclu du P.C.F d'anciennes figures F.T.P, comme Charles Tillon et Georges Guingouin. 
La connaissance véritable de ce groupe n'a été rendu possible qu'avec le travail de l'historien local Robert Amoudruz qui a publié un ouvrage sur ce groupe en 2007.

## Naissance et composition
La B.R.I a été fondé en juin 1944 à Saint-Jean-de-Tholome dans la vallée de l'Arve en Haute-Savoie par Leopold Martin dit « Commandant Amiot ». Elle fait suite aux critiques de Leopold Martin sur l'état-major F.T.P qui, réuni dans les environs de Flaine quelques semaines plus tôt, privilégiait la fusion dans les F.F.I et une libération militaire classique.
Artisan réparateur de vélo résidant à Bonneville, sous-préfecture de Haute-Savoie, Leopold Martin était un fervent communiste, qui s'engage dès 1941 dans la Résistance intérieure, en adhérant au mouvement Combat. Favorable à l'unité d'action avec les bases civiles de la Résistances, Leopold Martin rejoint les F.T.P en 1943, alors que les principaux mouvements de Résistance savoyarde sont sous domination de Jean Vallette d'Osia, militaire nationaliste anticommuniste. La stratégie du BCRA était l'attentisme avec la formation d'une armée régulière attendant au maquis.
A ses côtés se trouvaient August Paclet, Léon Gay dit «  Lénine » et Désiré Souffray. Tous étaient des ouvriers et des paysans nés au entre la fin du XIXe et le début du XXe siècle, engagés ou sympathisants de la cause communiste, marqués par l'antifascisme des années 1930. Léon Gay, paysan de Contamine-sur-Arve était le secrétaire du groupe communiste d'Annecy. La B.R.I comptait entre 30 et 60 membres, dont certains jeunes ouvriers réfractaires au S.T.O en mal d'activisme du fait l'ennui dans les maquis. Léon Gay meurt dans les combats de la Libération de Valleiry.
Composés de partisans de diverses origines (yougoslaves, polonais, un aviateur soviétique, un intellectuel italien...) et de trois femmes, le groupe a choisi le nom de Brigade Rouge Internationale en référence aux Brigades internationales de la Guerre d'Espagne. L'une de ces 3 femmes, Eliane Trolliet, originaire de Mésinges, a eu les deux bras sectionnés lors de combats en Maurienne.

## Divergences tactiques
Pour les membres de la B.R.I, l'alliance des F.TP avec les mouvements gaullistes de Résistance était de nature à saper l'identité de la lutte de libération nationale initiée et dirigée par Charles Tillon. Pour Leopold Martin, la libération nationale devait coïncider avec une forme d'émancipation sociale tout en se basant sur la guérilla de partisans. 
En août 1944, lors de la libération de Thonon-les-Bains, une partie de la B.R.I se livre à des pillages de magasins et d'une banque. A la Libération, quelques membres de la B.R.I prirent le contrôle d'une usine à Thonon-les-Bains, avec l'idée d'en faire un îlot socialiste.
L'affrontement sur la plateau des Glières en mars 1944 et les tensions avec les membres de l'Armée Secrète lors du parachutage d'armes le 1er août 1944 sur le même plateau ont renforcé la méfiance des membres de la B.R.I à l'égard des états-majors F.T.P et de l'Armée Secrète.
Leopold Martin fut présent lors des affrontements aux Glières de mars 1944, en tant que membre de la compagnie F.T.P "Liberté Chérie". Pour lui, la stratégie de concentration des forces armées régulières dans les maquis d'alpages étaient à l'opposé de l'esprit de la guérilla F.T.P. A cela s'ajoutait le fait que le maquis des Glières était largement composé d'anciens militaires des bataillons alpins réunis par Jean Vallette d'Osia, Tom Morel et enfin Maurice Anjot, responsables militaires aux idées nationalistes et anticommunistes.
Avant de se réunir dans un même groupe, les différents membres de la B.R.I étaient engagés dans la Résistance en pratiquant dans leurs zones respectives différentes formes de sabotages, tels que la destruction de pylônes électriques et de transformateurs électriques alimentant les usines de décolletage dans le but de paralyser l'effort de guerre allemand.
Enfin, l'état-major F.T.P en Haute-Savoie était composé de cadres extérieurs aux pays de Savoie, des personnalités étrangères à la classe ouvrière, ce qui accentua d'autant plus la méfiance que les cadres de la B.R.I éprouvaient une forme de rejet des intellectuels de la ville.

## Controverses
Dès la Libération, l'état-major F.T.P a écarté de son récit officiel le groupe de la B.R.I, jugé rétif aux ordres. Dans le livre « Francs-tireurs et partisans de la Haute-Savoie » publié par d'anciens résistants F.T.P en 1946, les auteurs déclarent :
« la Brigade Rouge Internationale […] fut constituée par un certain Hardy, agent de l’ennemi, qui avait réussi à s’infiltrer dans la compagnie 93-15 […] Se lançant à fond dans la provocation, Hardy multiplia les actions de brigandage, destinées à dresser la masse de la population contre la Résistance »
Du fait de sa stratégie autonome, le groupe a été qualifié d'incontrôlable, avec même des critiques quant à des formes de terreur et de sévices sur certaines populations. Comme le souligne l'historien Robert Amoudruz dans son livre « La B.R.I. du commandant Amiot : histoire de la Brigade rouge internationale de Savoie, 1944 », ces faits n'ont jamais été vérifiés.   
Grâce à son recueil de témoignages d'anciens partisans de la Brigade, Robert Amoudruz démontre que la B.R.I a été résultat des tensions politiques internes à la Haute-Savoie, écartant l'idée d'une manœuvre de l'ennemi. 
Dans ce même livre, Robert Amoudruz démontre toutefois que les membres de la B.R.I se sont livrés à des exécutions sommaires de collaborateurs, ainsi qu'à des viols collectifs sur des femmes prostituées ayant fréquenté l'Occupant.
Enfin la B.R.I., après avoir capturé la petite garnison allemande de la commune de Valleiry le 16 août 1944, exécute sommairement tous ses prisonniers, soit 23 Allemands.

## Dislocation
Mis à l'écart par l'état-major F.F.I pendant ses six mois d'existence, la B.R.I s'est progressivement disloquée au mois de novembre 1944. Nombreux ont été les membres à quitter le groupe face à la perspective d'intégrer l'armée régulière, ce qui était contraire au principe de la guérilla. 
Certains, comme le fils de Leopold Martin, furent intégrés à l'armée régulière. Ce dernier décède lors de la guerre d'Indochine malgré les vives oppositions de son père sur une guerre qu'il jugeait « oppressive ». Tous les membres de la B.R.I ont ensuite arrêté toute forme d'activité politique.